# 探險世界
探險世界是各迪士尼樂園內的一個主題園區。探險世界分別位於加州的迪士尼樂園、佛羅里達州的神奇王國、東京迪士尼樂園、巴黎迪士尼樂園、香港迪士尼樂園以及上海迪士尼樂園。

## 迪士尼樂園
探險世界（Adventureland）是迪士尼樂園裏其中一個主題園區。熱門設施包括：「印第安瓊斯冒險旅程」及「叢林迷航」等。

### 遊樂設施
- 印第安納瓊斯冒險旅程 Indiana Jones Adventure
- 叢林迷航 Jungle Cruise
- 帝基神殿 Walt Disney's Enchanted Tiki Room
- 泰山樹屋 Tarzan's Treehouse

### 食肆
- Bengal Barbecue
- Tiki Juice Bar
- Tropical Imports

### 商店
- Adventureland Bazaar
- South Seas Traders
- Indiana Jones Adventure Outpost
- Tropical Imports

## 神奇王國
探險世界（Adventureland）是神奇王國裏其中一個主題園區。熱門設施包括：「叢林迷航」及「神鬼奇航：加勒比海盜」等。

### 遊樂設施
- 叢林迷航 Jungle Cruise
- 阿拉丁的魔法飛毯 The Magic Carpets of Aladdin
- 神鬼奇航：加勒比海盜 Pirates of the Caribbean
- The Pirates League
- 魯賓遜家族大樹屋 Swiss Family Treehouse
- 帝基神殿 Walt Disney's Enchanted Tiki Room
- 海盜冒險：七海寶藏 A Pirate’s Adventure – Treasures of the Seven Seas

### 食肆
- Aloha Isle
- Tortuga Tavern (formerly El Pirata Y El Perico Restaurante)
- Sunshine Tree Terrace

### 商店
- Agrabah Bazaar
- Island Supply
- Pirate's Bazaar

## 東京迪士尼樂園
探險樂園（Adventureland）是東京迪士尼樂園裏其中一個主題園區。熱門設施包括：「森林河流之旅」、「加勒比海盜」及「魯賓遜家族大樹屋」。

### 遊樂設施
- 提基神殿：史迪仔呈獻「Aloha E Komo Mai」（The Enchanted Tiki Room: Stitch Presents Aloha e Komo Mai!）
- 加勒比海盜 （Pirates of the Caribbean）（2007年7月20日翻新後重開）
- 森林河流之旅（Jungle Cruise）
- 魯賓遜家族大樹屋（Swiss Family Treehouse）
- 西部沿河鐵路（Western River Railroad）
- 奧爾良劇場（目前上演「美妮 噢！美妮」）(Minnie Oh! Minnie）

### 食肆
- 藍海灣餐廳（Blue Bayou Restaurant）
- 蒸氣鍋爐房小吃（Boiler Room Bites）
- 奧爾良咖啡亭（Café Orléans）
- 中國航海家（China Voyager）
- 水晶官餐廳（Crystal Palace Restaurant）
- 新鮮水果綠洲（Fresh Fruit Oasis）
- 園邊車亭（Parkside Wagon）
- 皇家街陽臺 （Royal Street Veranda）
- 波里尼西亞草壇餐廳（目前上演「米奇和美妮的波里尼西亞伊甸樂園」及「莉蘿的歡樂夏威夷聚餐」）
- 史克威沙熱帶果汁吧（Squeezer's Tropical Juice Bar）
- 涼亭（The Gazebo）
- 船長的廚房（The Skipper's Galley）

### 商店
- 探險樂園市集（Adventureland Bazaar）
- 蔚藍市集（Le Marché Bleu）
- 千葉貿易美術工藝（Chiba Traders – Arts and Crafts）
- 玻璃藝品（Cristal Arts）
- 香水小店（La Petite Parfumerie）
- 嘉年華禮品（Party Gras Gifts）
- 海盜寶藏（Pirate Treasure）
- 非洲狩獵貿易公司（Safari Trading Company）
- 金色大帆船（The Golden Galleon）
- 提基熱帶雜貨店（Tiki Tropic Shop）

## 巴黎迪士尼樂園
探險世界（Adventureland）是巴黎迪士尼樂園裏其中一個主題園區。熱門設施包括：「印第安瓊斯的礦車追逐」及「阿拉丁的魔法走廊」等。也是所有迪士尼樂園中的探險世界中唯二沒有“叢林巡遊”這一項遊樂設施的。

### 遊樂設施
- Adventure Isle
- Indiana Jones and the Temple of Peril
- La Plage des Pirates
- Swiss Family Treehouse
- Aladdin's Enchanted Passage
- Pirates of the Caribbean

### 食肆
- Colonel Hathi's Pizza Outpost
- Adventureland Bazaar
- Hakuna Matata Restaurant
- Le Café de la Brousse
- Coolpost
- Captain Hook's Galley
- Le Comptoir du Capitaine
- Blue Lagoon Restaurant

### 商店
- Shahrazade's Treasures
- The Curious Giraffe
- Formerly "Trader Sam's Jungle Boutique"
- Temple Traders Boutique
- The Captain's Chest

## 香港迪士尼樂園
探險世界（Adventureland）是香港迪士尼樂園裏其中一個主題園區，是全球面積最大的探險世界园区，探險世界上有一栋全球迪士尼主題樂園中，唯一一個要坐上木筏才可到達的 「泰山樹屋」。「泰山樹屋」也是全球迪士尼中唯一在小島上的游乐设施。探險世界裡熱門游乐设施包括：「獅子王慶典」及「森林河流之旅」。

### 遊樂設施
- 森林河流之旅（Jungle River Cruise）
- 泰山樹屋（Tarzan Treehouse）
- 前往泰山樹屋之木筏（Rafts to Tarzan Treehouse）
- 歷奇噴水池（Liki Tikis）
- 加利布尼市集 (Karibuni Marketplace)

### 娛樂節目
- 獅子王慶典（The Festival Of The Lion King）
- 魔海奇緣凱旋慶典 (Moana Homecoming Celebration)

### 餐飲設施
- 碧林餐廳（Tahitian Terrace）
- 河景餐廳（River View Cafe）

### 商店
- 布教授商店（Professor Porter's Trading Post）

## 上海迪士尼乐园
上海迪士尼乐园于2016年6月16日开园，其“探险世界”园区被命名为“探险岛”（Adventure Isle），其中未设立“丛林巡航”项目，但增加了“雷鸣山漂流”“古迹探索营”两个项目。

### 游乐设施和表演
- 翱翔·飞越地平线（Soaring over the Horizon）
- 雷鸣山漂流（Roaring Rapids）
- 古迹探索营（Camp Discovery）
- 人猿泰山——丛林的呼唤（Tarzan: Call of the Jungle）[3][4]

### 餐饮设施
- 部落丰盛堂（Tribal Table）
- 水虎鱼大口咬（Piranha Bites）
- 玉米热狗小餐车、爆米花小餐车[5]

### 商店
- 笑猴商铺（Laughing Monkey Traders）
- 霓蛙彩物（Rainbow Frog Trinkets）[6]